# Explorer 1
Explorer 1  (ufficialmente chiamato Satellite 1958 Alpha) fu il primo satellite artificiale lanciato dagli Stati Uniti, il terzo lanciato dall'uomo (i primi due furono lo Sputnik 1 e 2 progettati da Sergej Pavlovič Korolëv e lanciati a partire dal 4 ottobre 1957). La sua messa in orbita avvenne nell'ambito del programma statunitense per l'anno geofisico internazionale 1957-1958. Venne progettato e costruito dal Jet Propulsion Laboratory (JPL) del California Institute of Technology sotto la direzione del dottor William Hayward Pickering. La strumentazione satellitare a bordo dell'Explorer 1 era invece stata costruita e progettata da James Van Allen, dell'Università Statale dell'Iowa.

## Descrizione della missione
Il satellite fu lanciato da Cape Canaveral in Florida, il 31 gennaio 1958 alle 22:48 locali (3:48 UTC del 1º febbraio) grazie a un razzo Jupiter-C.
Il Jupiter-C ha avuto origine dal progetto Orbiter dell'esercito statunitense nel 1954. Questo però fu cancellato nel 1955, tuttavia fu ripristinato per procedere al progetto Vanguard.
In seguito al lancio del satellite sovietico Sputnik 1, avvenuto il 4 ottobre 1957, l'Army Ballistic Missile Agency fu indirizzata a procedere con il lancio di un satellite americano utilizzando il già testato Jupiter-C. Lavorando assiduamente insieme, l'ABMA e il Jet Propulsion Laboratory completarono le modifiche al razzo e costruirono l'Explorer 1 in appena 84 giorni, sotto la supervisione di James Van Allen.

## Strumentazione
L'Explorer 1 venne posto in un'orbita con un perigeo di 360 km, un apogeo di 2 520 km e un periodo di circa 114,9 minuti. Il suo peso totale era di 13,9 kg, di cui 8,3 di strumenti. La sezione strumentale sul fronte anteriore del satellite e il quarto stadio del razzo, orbitarono come un unico elemento, ruotando attorno al proprio asse a 750 giri al minuto.
Gli strumenti erano un contatore Geiger per la rilevazione di raggi cosmici, un sensore di temperatura interno, tre sensori di temperatura esterni, un microfono per impatti con micrometeoriti e altri sensori e attrezzature protettive. I dati raccolti vennero spediti al suolo da un trasmettitore da 60 mW a 108,03 MHz e con un trasmettitore da 10 mW a 108,00 MHz nella banda FM della radio commerciale.
Le antenne trasmettitrici consistevano in 2 antenne in vetroresina nel corpo del satellite e 4 strisce flessibili attaccate in alcune scanalature che formavano un'altra antenna. Queste strisce flessibili erano tenute estese grazie alla rotazione del satellite lungo il proprio asse.
L'esterno della sezione con gli strumenti fu dipinto con strisce alternate di colore bianco e verde scuro, per mantenere sotto controllo la temperatura del satellite. Le proporzioni delle strisce chiare e scure erano state determinate studiando gli intervalli di ombra e luce solare, dipendenti a loro volta da tempo di accensione dei motori, traiettoria, orbita ed inclinazione di infornamento.
L'energia elettrica venne fornita da batterie chimiche Zn/HgO che rappresentavano circa il 40% del carico utile del satellite. Queste fornirono energia a pieno regime per 31 giorni e a basso regime per 105 giorni.
A causa del limitato spazio disponibile e della necessità di ridurre il peso, la strumentazione dell'Explorer 1 fu progettata e costruita con semplicità ed esigenza di affidabilità. Fu un successo.

## Risultati della missione

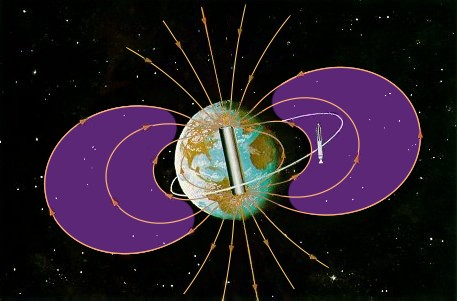
Le fasce di Van Allen.

L'Explorer 1 fu equipaggiato con un contatore Geiger per la rilevazione dei raggi cosmici. A volte questo strumento funzionò a circa 30 conteggi al secondo (come previsto), ma altre volte si fermò completamente.
Il gruppo di ricercatori dell'Università dell'Iowa (con a capo van Allen) notò che ogni volta che il contatore era fermo, il satellite si trovava a un'altitudine maggiore di 2000 km sopra il Sud America, mentre quando passava a circa 500 km, il contatore mostrava il livello di raggi cosmici previsto.
Dopo l'Explorer 3, venne capito il motivo: il contatore geiger era sottoposto a radiazioni troppo forti per essere rilevate causando una saturazione.
Queste radiazioni erano dovute a una fascia di particelle cariche bloccate nello spazio dal campo magnetico terrestre, oggi nota come fasce di Van Allen.
La scoperta delle fasce di van Allen da parte dei satelliti Explorer fu considerata come una delle più importanti scoperte nell'anno geofisico internazionale.
L'Explorer 1 cessò le trasmissioni il 23 maggio 1958, quando le sue batterie si esaurirono, ma rimase in orbita altri 12 anni.
Rientrò in atmosfera sopra il Pacifico il 31 marzo 1970.
L'Explorer 1 fu il primo del lunghissimo programma Explorer, che fino a tutto il 2018 (telescopio TESS) ha messo in orbita 95 satelliti.
Il satellite di riserva dell'Explorer 1 (identico in ogni particolare all'originale) è esposto nel National Air and Space Museum del Smithsonian Institution, nella Galleria delle Pietre Miliari del Volo.